# Arco (feria de arte)
ARCOmadrid, «la Feria Internacional de Arte Contemporáneo de España», es una de las principales ferias de arte contemporáneo del circuito internacional. Organizada por el IFEMA, se celebra anualmente desde 1982 en la primavera en la capital española, Madrid. 
ARCOmadrid es conocida como una de las ferias de arte más prestigiosas del mundo y entre las ferias del mundo que más visitantes recibe. Su edición de 2024 tuvo cerca de 100.000 visitantes.
En 2016, se inauguró la feria hermana, ARCOlisboa, para promover el arte portugués. ARCOlisboa es organizada igualmente por IFEMA y se celebra en mayo de cada año en la capital portuguesa.

## Historia

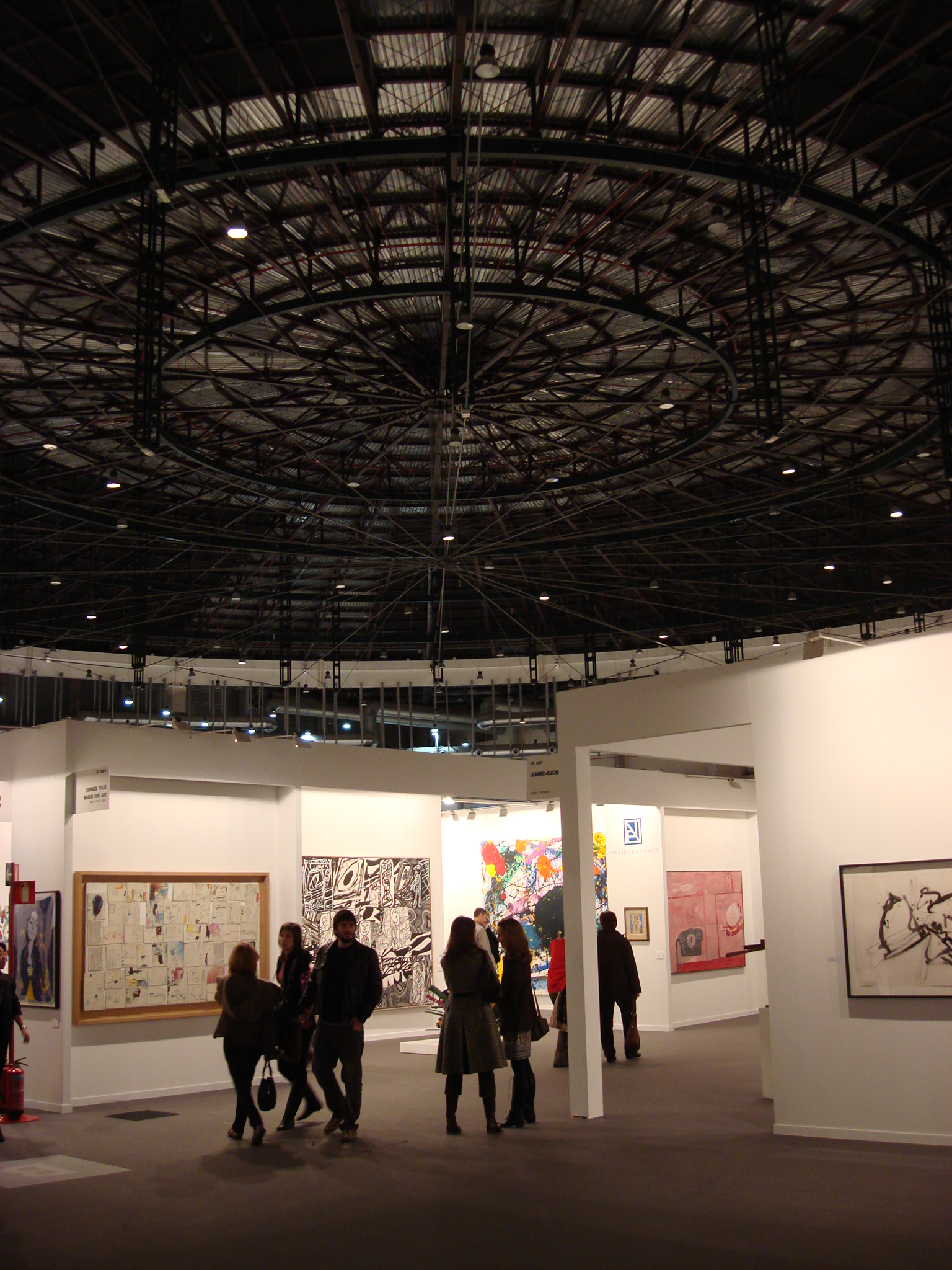
Imagen de la edición 2008 de la feria internacional de arte ARCOmadrid.

### Inicio
ARCOmadrid nació como una feria de galerías con la intención de reunir una oferta artística que fuera desde las vanguardias históricas hasta el arte emergente último, pasando por el arte moderno y el arte contemporáneo. 
La primera edición se celebró entre los días 10 y 17 de febrero de 1982, organizada por la galerista Juana de Aizpuru, en medio de la Movida madrileña. Un total de 264 artistas de 14 países se reunieron en Madrid llamados por la galerista vallisoletana Juana de Aizpuru, que dirigió el certamen durante sus primeras cuatro ediciones hasta convertirlo en uno de los epicentros del arte europeo y latinoamericano. Se celebró en el Palacio de Exposiciones de Ifema, en ese momento situado en el Paseo de la Castellana, que decoraron con la obra de Mondrian.

### ARCO 2015
Los Reyes de España inauguraron la 34.ª edición de la Feria Internacional de Arte Contemporáneo (ARCO), con la participación den 218 galerías, la mayoría (70 %) extranjeras, y una gran presencia de galerías de América Latina. Celebrada entre el 26 de febrero y el 1 de marzo de 2015 en los pabellones de Ifema de Madrid, la feria ha superado las ventas de años anteriores. Aunque la organización nunca da cifras, en la edición de 2013 —en plena crisis económica— la Fundación Arte y Mecenazgo estimó en 26 millones de euros la cifra total de contratos. Carlos Urroz, director de Arco, sí manifestó su satisfacción: “Las galerías colombianas y latinas, además de las españolas, están muy contentas. Han tenido ventas, interés de los museos; visibilidad”.
En 2015, tuvo más de 92.000 visitantes, siendo la feria de arte más visitada del mundo.

### ARCO 2016
La 35.ª edición se desarrolló desde el miércoles 24 de febrero hasta el domingo 28, en los pabellones 7 y 9 de IFEMA, Madrid. Con un total de 221 galerías procedentes de 27 países.

### ARCO 2017

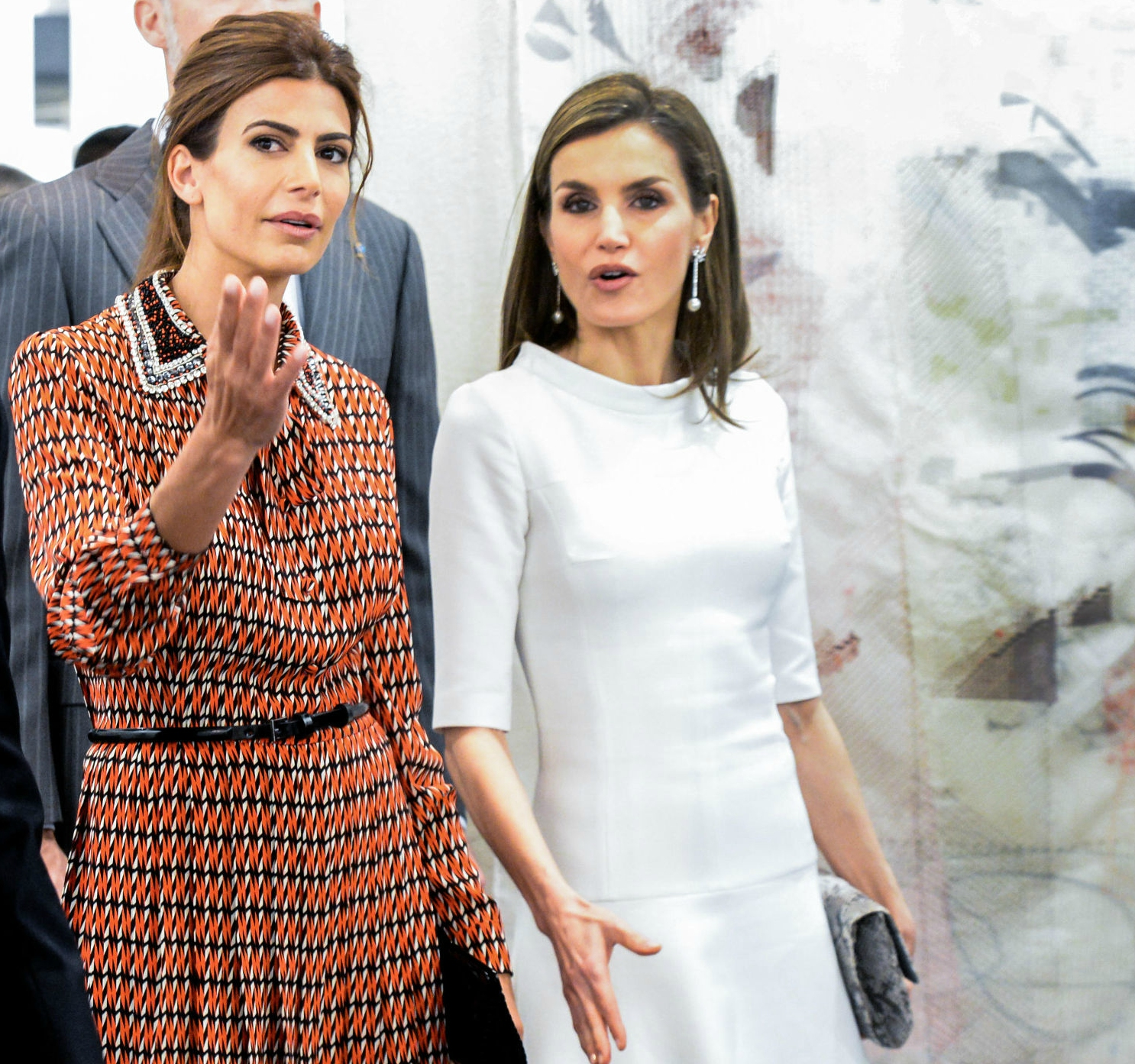
La reina Letizia y Juliana Awada, primera dama de Argentina en ARCOmadrid 2017.

La edición 36.ª de ARCO tuvo lugar entre el 22 y el 26 de febrero de 2017 en el recinto de IFEMA. De entre las más de 200 galerías presentes, solo dos procedían de Andalucía.

### ARCO 2018

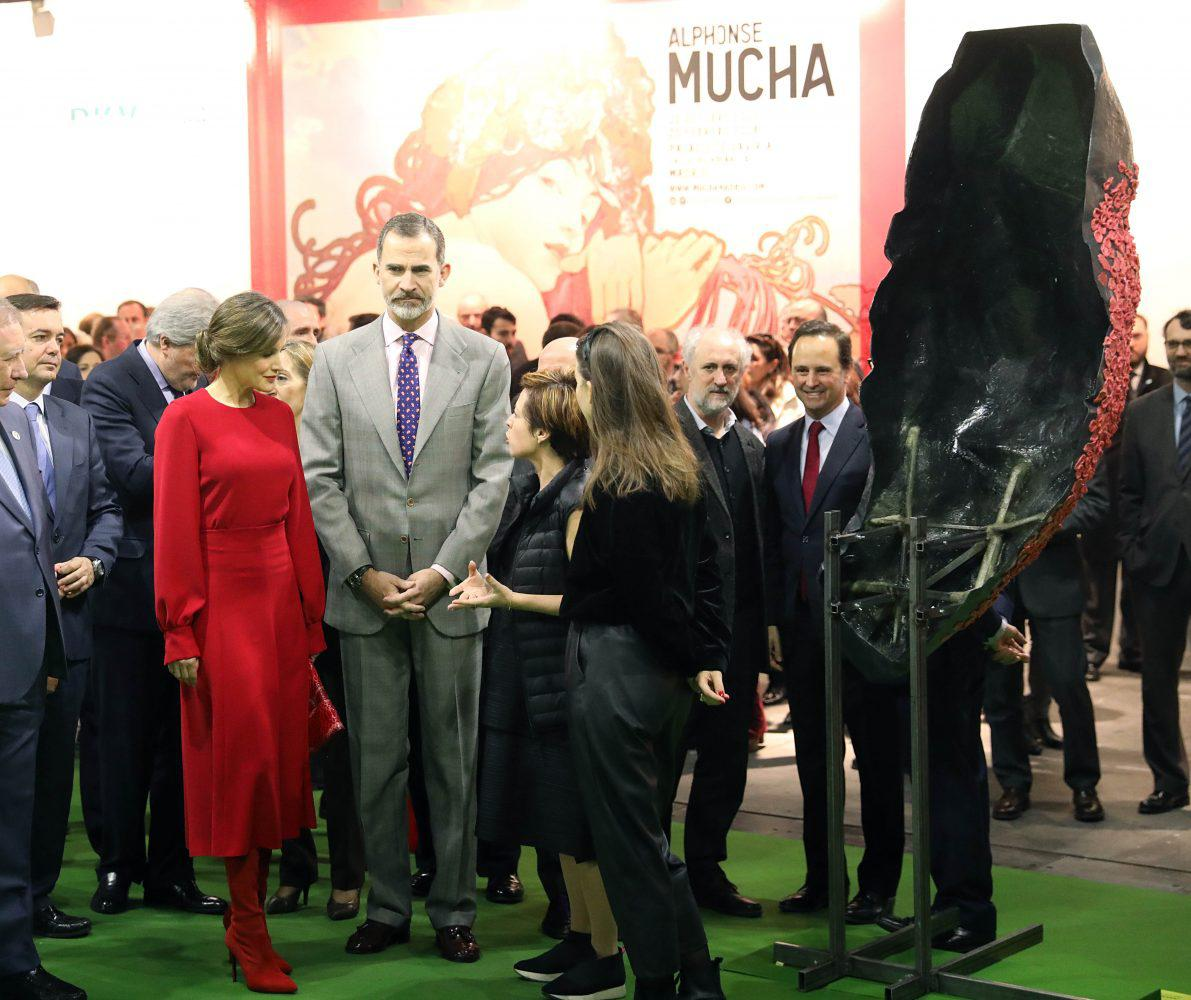
El rey Felipe VI y la reina Letizia en ARCOmadrid 2018.

En la 37.ª edición de ARCOmadrid, que se celebró entre el 21 y el 25 de febrero de 2018, participaron un total de 211 galerías de 29 países, de las cuales 160 integraban el Programa General. Las 211 galerías se distribuyeron entre los pabellones 7 y 9 de Ifema, con un presupuesto cercano a los 4,5 millones de euros. Destacó la polémica por la retirada, por parte de la galerista Helga de Alvear y a petición de la dirección de Ifema, de una serie de 24 fotografías, el día previo a la inauguración de la feria. La serie constaba de 24 fotografías del artista Santiago Sierra y se titulaba Presos Políticos en la España Contemporánea. En ella, aparecían pixeladas imágenes de políticos independentistas catalanes, como el exvicepresidente de la Generalidad de Cataluña, Oriol Junqueras, o jóvenes detenidos por agresión a dos guardias civiles en Alsasua (Navarra). También aparecían dos artistas que fueron detenidos por la representación de una obra de títeres en las fiestas de carnaval de Madrid en el 2016; simpatizantes del movimiento 15M que fueron encarcelados por su participación en un piquete informativo durante la huelga general del 29M en 2012; miembros del grupo ecologista Solidari@s que sabotearon las obras del embalse del río Irati en 1996 o directivos del diario Egin.

### ARCO 2019
La edición 38.ª de ARCOmadrid se celebró del 27 de febrero al 3 de marzo, participaron un total de 203 galerías, repartidas entre participantes de 30 países diferentes.

### ARCO 2020
Para la 39.ª edición de ARCOmadrid, celebrada entre el 26 de febrero y el 1 de marzo, participaron un total de 209 galerías, repartidas entre participantes de 30 países diferentes.

### ARCO 2021
La 40 edición de la Feria Internacional de Arte Contemporáneo se celebró la semana del 7 al 11 de julio de 2021, con un total de 130 galerías y exponentes de 26 países diferentes.

### ARCO 2022
Se celebró del 23 de febrero al 27 de febrero del 2022.

### ARCO 2023

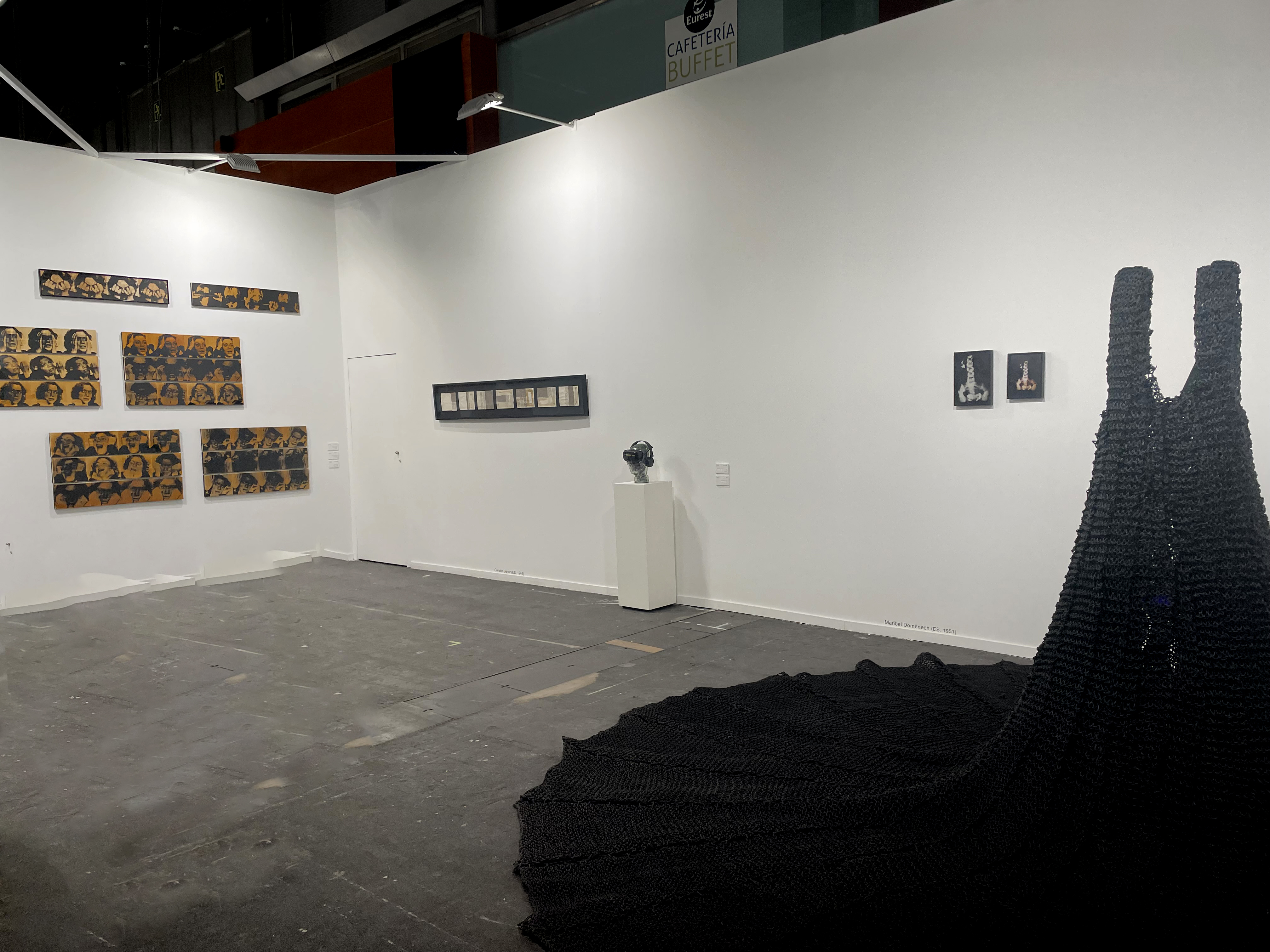
La Galería Freijo de Madrid en ARCOmadrid 2023, con obras de las artistas españolas Elena Asins, Maribel Doménech Ibáñez, Concha Jerez y Marisa González.

Se celebró del 22 al 26 de febrero del 2023.

### ARCO 2024
Se celebró del 6 de marzo al 10 de marzo del 2024. En 2024, la feria tuvo cerca de 100.000 visitantes y más de 1.300 artistas, 800 coleccionistas y profesionales invitados, 206 galerías y representación de 36 países.

## ARCO E-xhibitions
En marzo de 2021, se dio a conocer ARCO E-xhibitions. Un nuevo espacio digital para que coleccionistas, profesionales y aficionados al arte contemporáneo descubran las exposiciones en 3D creadas por galerías participantes en ARCOmadrid y ARCOlisboa.

### Artículos de prensa
- DE LA VILLA, Rocío (2008). «Un paseo por el Arco más grande». La Vanguardia (Edición de 14 de febrero de 2008). (enlace roto disponible en Internet Archive; véase el historial, la primera versión y la última).
- EUROPA PRESS (2008). «Oferta para pequeños y grandes en la feria Arco». La Vanguardia (Edición de 14 de febrero de 2008). (enlace roto disponible en Internet Archive; véase el historial, la primera versión y la última).
- EUROPA PRESS (2008). «Arranca ARCO». El Mundo (Edición de 15 de febrero de 2008).
- ELMUNDO.ES (2008). «¿Feria o supermercado del arte?». El Mundo (Edición de 17 de febrero de 2008).
- PULIDO, Natividad (2008). «El arte, un refugio en tiempos de crisis». ABC (Edición de 17 de febrero de 2008).
- TRENAS, Mila (2008). «ARCO mantiene su cifra de ventas y anuncia que la India será el próximo país invitado». El Mundo (Edición de 18 de febrero de 2008).
- AGENCIAS (2008). «ARCO cierra sus puertas incrementando sus ventas en un 15%». ABC (Edición de 18 de febrero de 2008).
- ASTORGA, A. (2008). «ARCO amasa una nueva generación de inversores: liberales de clase media-alta». ABC (Edición de 19 de febrero de 2008).
- EFE (2008). «Las galerías españolas, eufóricas por las ventas registradas en esta edición de ARCO». El Mundo (Edición de 19 de febrero de 2008).
- NAANII GLOBAL (2018). «ARCO 2018, Optimismo y buenas ventas, gran calidad artística en la 37ª edición de ARCO, Feria Internacional de arte contemporáneo, Madrid». ARTs & Quality Lifestyle Magazin -'en Vogue'- NAANII GLOBAL (Edición de 24 de febrero de 2018). Archivado desde el original el 13 de julio de 2020. Consultado el 21 de marzo de 2019.

- Datos: Q11481307
- Multimedia: ARCO Madrid / Q11481307